# Famiglia linguistica

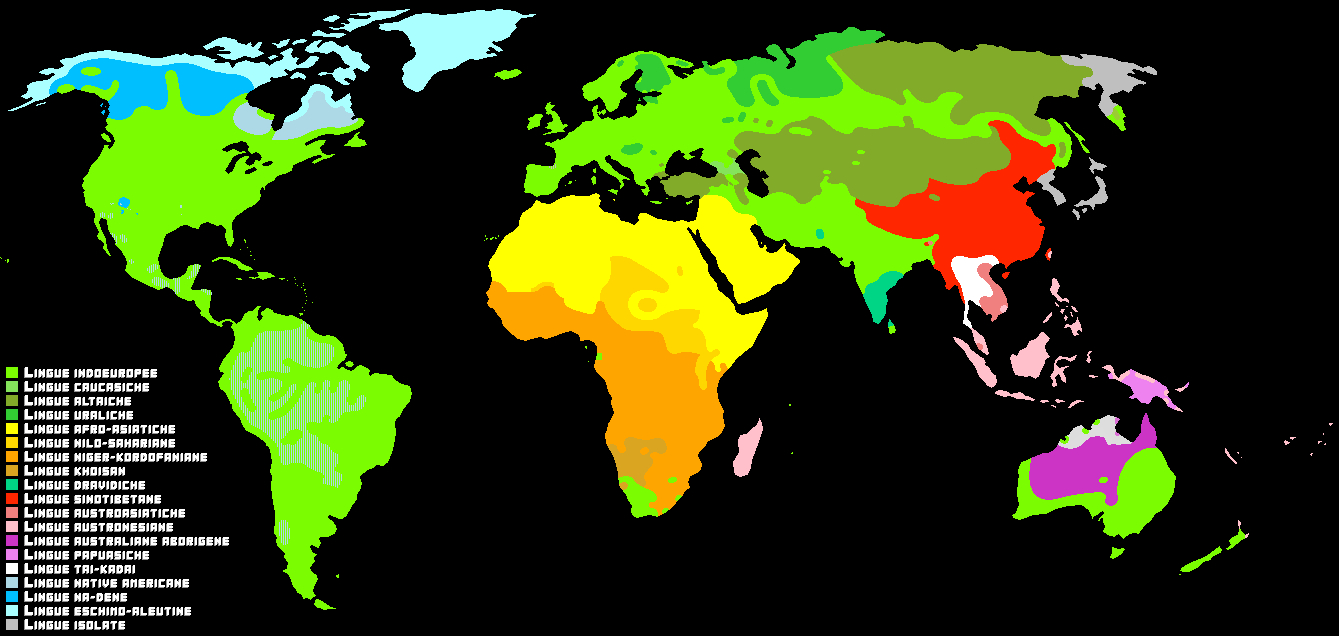
Distribuzione delle famiglie linguistiche.

Una famiglia linguistica è un gruppo di lingue o dialetti che sono legati tra loro in quanto derivanti da una lingua originaria comune, detta protolingua. Il sistema delle famiglie linguistiche, visualizzabile con un diagramma ad albero, è analogo al sistema dell'albero genealogico o dell'albero filogenetico: in questo senso si dice che lingue della stessa famiglia sono geneticamente imparentate. A questo proposito, all'interno di una singola famiglia si possono individuare unità più piccole chiamate "rami".
Nonostante spesso la protolingua non sia conosciuta, è possibile ricostruirla a partire dalle lingue appartenenti alla stessa unità filogenetica mediante il metodo comparativo, una procedura di ricostruzione sviluppata dai linguisti a partire dal XIX secolo che rende possibile dimostrare l'appartenenza a una determinata famiglia per molti dei raggruppamenti sotto elencati. Ad esempio, la protolingua della famiglia indoeuropea, chiamata lingua protoindoeuropea, è interamente ricostruita usando questo metodo in quanto veniva parlata prima dell'invenzione della scrittura. Esistono casi in cui la protolingua di una famiglia è invece riconducibile a una lingua nota: esempi sono le lingue romanze e le lingue scandinave, originate rispettivamente dal latino volgare e dal norreno.

## Lingue naturali

### Principali famiglie (raggruppate geograficamente senza riguardo per le relazioni interfamiliari)
Nella lista seguente ogni elemento è una famiglia ben nota. L'indicazione geografica è intesa solo come strumento per raggruppare le famiglie in insiemi più comprensibili, rispetto a una lista non strutturata con dozzine di famiglie indipendenti. La relazione geografica è utile a questo scopo, ma le intestazioni non suggeriscono nessuna "superfamiglia" correlante filogeneticamente le famiglie elencate.

#### Famiglie dell'Africa e dell'Asia sudoccidentale
- Lingue afro-asiatiche
- Lingue niger-kordofaniane
- Lingue nilo-sahariane
- Lingue khoisan

#### Famiglie dell'Europa e dell'Asia settentrionale, occidentale e meridionale
- Lingue indoeuropee
- Lingue caucasiche (famiglia molto discussa e spesso suddivisa in ulteriori famiglie)
- Lingue altaiche (famiglia linguistica molto discussa)
- Lingue uraliche
- Lingue jukaghire (a volte incluse nelle lingue uraliche)
- Lingue ienisseiane (recenti studi hanno dimostrato l'appartenenza delle lingue ienisseiane e na-dene all'unica famiglia linguistica dene-ienisseiana)
- Lingue ciukotko-kamciatke
- Lingue elamo-dravidiche (o semplicemente dravidiche)
- Lingue andamanesi
- Lingue hurro-urartee (estinte)

#### Famiglie dell'Asia orientale e sudorientale e dell'Oceania
- Lingue sinotibetane
- Lingue nipponiche
- Lingue tai-kadai
- Lingue hmong-mien
- Lingue austroasiatiche
- Lingue austronesiane
- Lingue australiane aborigene (raggruppamento di più famiglie)
- Lingue papuasiche (raggruppamento di più famiglie)

#### Famiglie delle Americhe
- Lingue na-dene (40) (recenti studi hanno dimostrato l'appartenenza delle lingue ienisseiane e na-dene all'unica famiglia linguistica dene-ienisseiana)
- Lingua haida (1) (a volte inclusa nelle lingue na-dene)
- Lingue tupi-guaraní (70)
- Lingue eschimo-aleutine (7)
- Lingue uto-azteche (31)

Le seguenti famiglie spesso sono raggruppate sotto l'unica famiglia delle Lingue amerinde mentre qui si tengono separate:
- Nord America

1. Lingue algiche (29)
2. Lingue alseane (2)
3. Lingue caddoan (5)
4. Lingue chimakuan (2)
5. Lingue chinook[2] (3)
6. Lingue chumashan (6)
7. Lingue comecrudan (3)
8. Lingue coos[3]
9. Lingue guacurian (8)
10. Lingua haida (1)
11. Lingue irochesi (11)
12. Lingue kalapuya (3)
13. Lingue kiowa-tano (7)
14. Lingue maidu[2] (4)
15. Lingue maya (Sud e Centro America) (31)
16. Lingue muskogeane (6)
17. Lingue oto-mangue (Sud e Centro America) (27)
18. Lingue palaihnihan (2)
19. Lingue penuti del plateau[4] (4)
20. Lingue pomoane (7)
21. Lingue salishan (23)
22. Lingue shastan (4)
23. Lingue siouan (16)
24. Lingue tequistlatecan (3)
25. Lingue totonacan (2)
26. Lingue tsimshian (2)
27. Lingue uti[3] (12)
28. Lingue wakashan (6)
29. Lingue wintun[2] (4)
30. Lingue yokuts[2] (3)
31. Lingue yukian (2)
32. Lingue yuman-cochimí (11)

- Sud America

1. Lingue alacalufan (2)
2. Lingue arauan (8)
3. Lingue araucaniane (2)
4. Lingue arawak (60)
5. Lingue arutani-sape (2)
6. Lingue aymarane (3)
7. Lingue barbacoane (7)
8. Lingue cahuapanan (2)
9. Lingue caribe (29)
10. Lingue chapacura-wanham (5)
11. Lingue chibcha (22)
12. Lingue choco (10)
13. Lingue chon (2)
14. Lingue harakmbet (2)
15. Lingue jicaqueane
16. Lingue jivaroane (4)
17. Lingue katukinane (3)
18. Lingue lencane
19. Lingue lule-vilela (1)
20. Lingue macro-gê (32)
21. Lingue maku (6)
22. Lingue mascoiane (5)
23. Lingue mataco-guaicuru (11)
24. Lingue misumalpa
25. Lingue mixe-zoque (19)
26. Lingue mosetenane (1)
27. Lingue mura (1)
28. Lingue nambiquaran (5)
29. Lingue paezane (1)
30. Lingue panoane (30)
31. Lingue peba-yaguan (2)
32. Lingue quechua (46)
33. Lingue salivane (2)
34. Lingue tacanane (6)
35. Lingue tucano[5][6] (25)
36. Lingue uru-chipaya (2)
37. Lingue witotoane (6)
38. Lingue xincane
39. Lingue yanomam (4)
40. Lingue zamuco (2)
41. Lingue zaparoane (7)

### Famiglie proposte
- Lingue nostratiche
- Lingue uralo-altaiche
- Lingue paleosiberiane
- Lingue denecaucasiche
- Lingue proto-pontiche
- Lingua proto-mondiale

### Lingue isolate

#### Nord America
1. Lingua adai (US: Louisiana, Texas)
2. Lingua aranama-tamique (US: Texas)
3. Lingua atakapa (US: Louisiana, Texas)
4. Lingua beothuk (Canada: Newfoundland)
5. Lingua calusa (US: Florida)
6. Lingua cayuse (US: Oregon, Washington)
7. Lingua chimariko (US: California)
8. Lingua chitimacha (US: Louisiana)
9. Lingua coahuilteca (US: Texas; Nord-Ovest del Messico)
10. Lingua cotoname (Messico; US: Texas)
11. Lingua cuitlateca (Messico: Guerrero)
12. Lingua esselen (US: California)
13. Lingua haida (Canada: British Columbia; US: Alaska)
14. Lingua huave (Messico: Oaxaca)
15. Lingua karankawa (US: Texas)
16. Lingua karok (US: California)
17. Lingua keres (US: New Mexico)
18. Lingua konomihu (US: California)
19. Lingua kootenai (Canada: British Columbia; US: Idaho, Montana)
20. Lingua maratino (Messico)
21. Lingua naolan (Messico: Tamaulipas)
22. Lingua natchez (US: Mississippi, Louisiana)
23. Lingua quinigua (Messico)
24. Lingua salinan (US: California)
25. Lingua seri (Messico: Sonora)
26. Lingua siuslaw (US: Oregon)
27. Lingua solano (Messico; US: Texas)
28. Lingua takelma (US: Oregon)
29. Lingua tarasco (Messico: Michoacán)
30. Lingua timucua (US: Florida, Georgia)
31. Lingua tonkawa (US: Texas)
32. Lingua tunica (US: Mississippi, Louisiana, Arkansas)
33. Lingua washo (US: California, Nevada)
34. Lingua yana (US: California)
35. Lingua yuchi (US: Georgia, Oklahoma)
36. Lingua zuni (US: New Mexico)

#### Sud e Centro America
1. Lingua aikaná (Brasile: Rondônia)
2. Lingua alagüilac (Guatemala)
3. Lingua andoque (Colombia, Peru)
4. Lingua baenan (Brasile)
5. Lingua betoi (Colombia)
6. Lingua camsá (Colombia)
7. Lingua canichana (Bolivia)
8. Lingua cayubaba (Bolivia)
9. Lingua cofán (Colombia, Ecuador)
10. Lingua culle (Peru)
11. Cunza (Cile, Bolivia, Argentina)
12. Lingua gamela (Brasile: Maranhão)
13. Lingua gorgotoqui (Bolivia)
14. Lingua huamoé (Brasile: Pernambuco)
15. Lingua irantxe (Brasile: Mato Grosso)
16. Lingua itonama (Bolivia)
17. Lingua jotí (Venezuela)
18. Lingua karirí (Brasile: Paraíba, Pernambuco, Ceará)
19. Lingua koayá (Brasile: Rondônia)
20. Lingua kukurá (Brasile: Mato Grosso)
21. Lingua mapudungu (Cile, Argentina)
22. Lingua movima (Bolivia)
23. Lingua munichi (Peru)
24. Lingua nambiquaran (Brasile: Mato Grosso)
25. Lingua natú (Brasile: Pernambuco)
26. Lingua omurana (Peru)
27. Lingua otí (Brasile: São Paulo)
28. Lingua pankararú (Brasile: Pernambuco)
29. Lingua puelche (Cile)
30. Lingua puinave (Colombia)
31. Lingua puquina (Bolivia)
32. Lingua sabela (Ecuador, Peru)
33. Lingua tarairiú (Brasile: Rio Grande do Norte)
34. Lingua taushiro (Peru)
35. Lingua tequiraca (Peru)
36. Lingua ticuna (Colombia, Peru, Brasile)
37. Lingua tuxá (Brasile: Bahia, Pernambuco)
38. Lingua warao (Guyana, Suriname, Venezuela)
39. Lingua xokó (Brasile: Alagoas, Pernambuco)
40. Lingua xukurú (Brasile: Pernambuco, Paraíba)
41. Lingua yámana (Cile)
42. Lingua yuracare (Bolivia)
43. Lingua yuri (Colombia, Brasile)
44. Lingua yurumanguí (Colombia)

#### Asia
1. Lingua ainu (Russia, Giappone) (a volte posta tra le lingue nipponiche o tra le lingue austronesiane)
2. Lingua ket (Russia) (a volte connessa con le lingue caucasiche settentrionali)
3. Lingua burushaski (Pakistan, India) (a volte connessa con il ket dello Yenisey)
4. Lingua kalto o Nahali (India) (a volte connessa con le lingue munda)
5. Lingua kusunda, (Nepal)
6. lingua coreana (Corea, Cina) (a volte inclusa nelle lingue altaiche)
7. Lingua nivkh o Gilyak (Russia) (a volte inclusa nelle lingue ciukotko-kamciatke)
8. Lingua sumerica (Iraq) [estinta]
9. Lingua elamica (Iran) [estinta] (a volte connessa con le lingue dravidiche)
10. Lingua hattica (Turchia) [estinta] (a volte connessa con la Lingua kaskiana)
11. Lingua kaskiana (Turchia) [estinta] (a volte connessa con la Lingua hattica)

#### Africa
1. Lingua hadza (Tanzania) (a volte inclusa nelle lingue khoisan)

#### Europa
1. Lingua basca (Spagna, Francia)
2. Lingua etrusca (Italia) [estinta]
3. Lingua protosarda (Italia) [estinta]

### Lingue creole, pidgin e lingue commerciali
- Catalangu
- Chabacano - Uno spagnolo parlato al sud delle Filippine
- Callahuaya (es. Machaj-Juyai, Kallawaya)
- Cocoliche
- Creolo inglese hawaiano
- Creolo haitiano
- Gergo chinook
- Gergo commerciale eskimo (es. Herschel Island Eskimo Pidgin, Ship's Jargon)
- Gergo delaware (es. Pidgin Delaware)
- Gergo haida
- Gergo kutenai
- Gergo loucheux (es. Jargon Loucheux)
- Gergo mobiliano (es. Mobilian Trade Jargon, Chickasaw-Chocaw Trade Language, Yamá)
- Gergo nootka
- Gergo powhatan
- Güegüence-nicarao
- Hiri Motu
- Lingua bislamica
  - Bislama
  - Broken
  - Pijin
  - Tok Pisin
- Lingua franca
- Lingua franca apalachee
- Lingua franca creek
- Lingua geral do sul (es. Lingua Geral Paulista, Tupí Austral)
- Lingua mista pidgin-arawak caribe
- Media lengua
- Mednyj aleut (es. Copper Island Aleut, Medniy Aleut, CIA)
- Michif (es. French Cree, Métis, Metchif, Mitchif, Métchif)
- Nheengatú (a.k.a. Lingua Geral Amazônica, Lingua Boa, Lingua Brasílica, Lingua Geral do Norte)
- Norfuk
- Oghibbeway scorretto (es. Broken Ojibwa)
- Ocaneechi
- Pidgin basco-algonchino (es. Micmac-Basque Pidgin, Souriquois)
- Pidgin basco-montagnais (es. Pidgin Basque-Montagnais)
- Pidgin caribe (es. Ndjuka-Amerindian Pidgin, Ndjuka-Trio)
- Pidgin eskimo groenlandese
- Pidgin eskimo labrador (es. Labrador Inuit Pidgin)
- Pidgin hudson strait
- Pidgin inglese americano indiano
- Pidgin inglese-inuktitut
- Pidgin massachusett
- Pitkern
- Rusnorsk
- Sango
- Slavey scorretto (es. Slavey Jargon, Broken Slavé)
- Spagnolo-guajiro
- Tok Pisin

### Lingue dei Segni
- Lingua dei segni

### Altre lingue naturali di particolare interesse
- Lingue in pericolo
- Lingue estinte

## Lingue diverse da quelle naturali
Oltre alle lingue di cui sopra, che sono sorte spontaneamente dalle capacità di comunicazione vocale, ci sono anche lingue che condividono molte delle loro proprietà.
- Lingue artificiali
- Linguaggi di programmazione

## Famiglie più numerose
1. Lingue niger-kordofaniane (1 514 lingue)
2. Lingue austronesiane (1 268 lingue)
3. Lingue indo-pacifiche (564 lingue)
4. Lingue indoeuropee (449 lingue)
5. Lingue sino-tibetane (403 lingue)
6. Lingue afroasiatiche (375 lingue)
7. Lingue australiane aborigene (263 lingue)
8. Lingue nilo-sahariane (204 lingue)